# Dioscoride de Samos
Pour les articles homonymes, voir Dioscoride (homonymie).
Dioscoride ou Dioskouridès de Samos (en grec ancien Διοσκουρίδης ὁ Σάμιος) est un mosaïste grec originaire de l'île de Samos et actif dans la seconde moitié du IIe siècle av. J.-C. Seules deux œuvres, retrouvées dans la villa de Cicéron à Pompéi, nous sont parvenues : Les Musiciens ambulants du culte de Cybèle et Scène de comédie : une visite chez la magicienne, toutes deux exposées au Musée national archéologique de Naples. Chacune porte l'inscription ΔΙΟΣΚΟΥΡΙΔΗΣ ΣΑΜΙΟΣ ΕΠΟΙΗΣΕ (« Dioscoride de Samos l'a fait »). Appartenant à l'école d'Asie mineure, il présente ses personnages dans des compositions simples et polychromes.

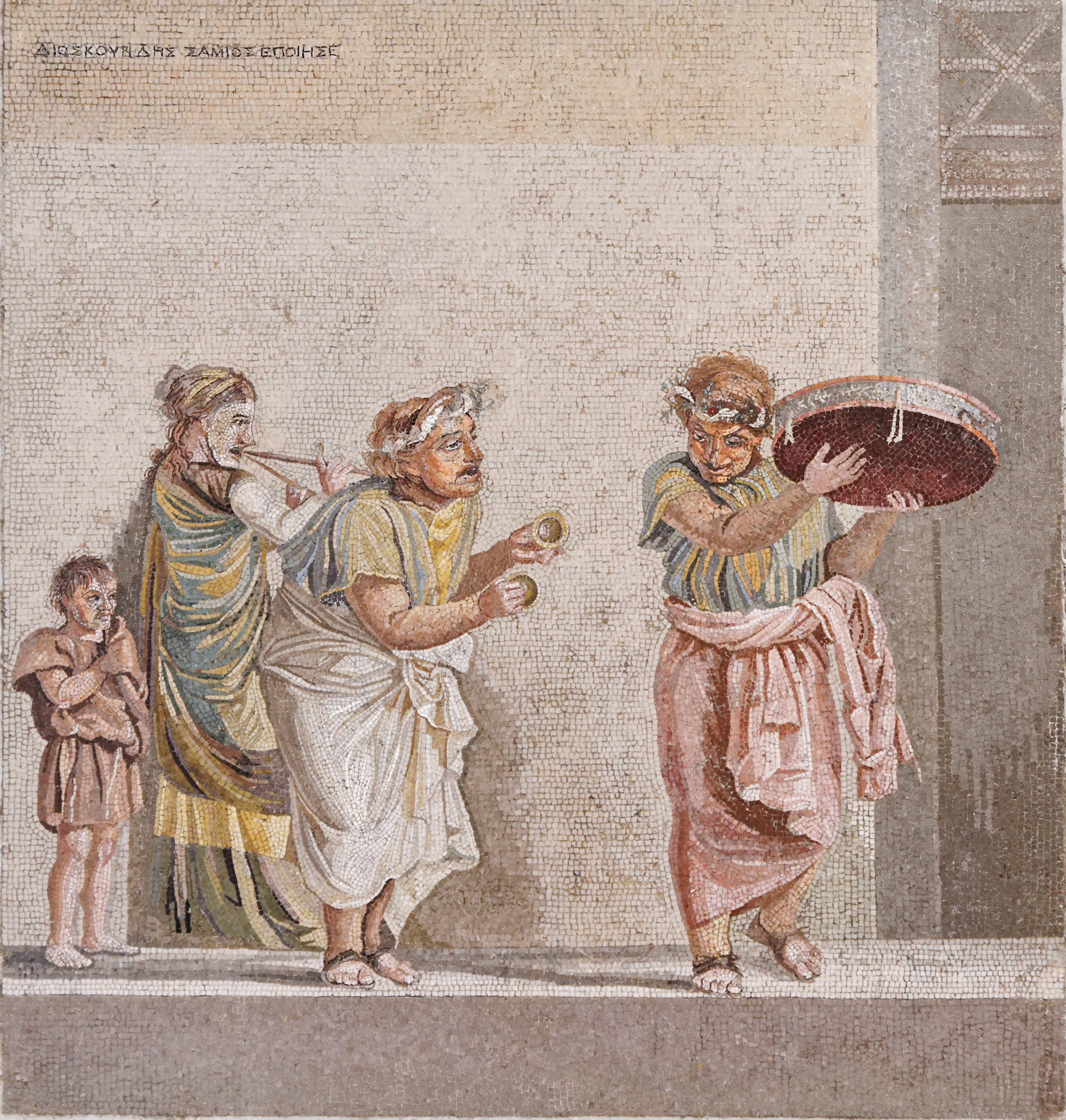
Les Musiciens ambulants du culte de Cybèle